# Port lotniczy Lemnos
Port lotniczy Lemnos (IATA: LXS, ICAO: LGLM) – międzynarodowy port lotniczy położony na wyspie Lemnos, w Grecji.

## Linie lotnicze i połączenia
| Linia Lotnicza  | Kierunek                                                 |
| --------------- | -------------------------------------------------------- |
| Aegean Airlines | 1. Ateny (od 29 października 2023)                       |
| Olympic Air     | 1. Ateny (do 29 października 2023) 2. Ikaria 3. Saloniki |
| Ryanair         | 1. Ateny (od 1 maja 2025)                                |
| Sky Express     | 1. Ateny 2. Chios 3. Mitylena 4. Rodos 5. Samos          |
| Smartwings      | Sezonowe czartery: 1. Praga                              |